# Donald DeFreeze
Donald David DeFreeze, conosciuto anche come Cinque Mtume (Cleveland, 16 novembre 1943 – Los Angeles, 17 maggio 1974), è stato un terrorista e criminale statunitense, fondatore dell'Esercito di Liberazione Simbionese.

## Biografia
Nato da Louis e Mary DeFreeze, a quattordici anni scappò di casa e si unì a una baby gang di Buffalo.
Successivamente si trasferì in California, dove dal dicembre 1969 al gennaio 1972 fu rinchiuso nel carcere di Vacaville per rapina a mano armata: coloro che nell'occasione stettero con lui lo consideravano un prigioniero insignificante. Dopo aver rubato 10 dollari a una prostituta, venne nuovamente condotto a Vacaville: trasferito successivamente nella prigione di Soledad, riuscì a fuggire il 5 marzo 1973.
Poco tempo dopo fondò l'Esercito di Liberazione Simbionese insieme a Patricia Soltysik. Con questa organizzazione criminale si rese protagonista, oltreché di numerose rapine e atti di violenza, anche dei tre episodi più controversi che la riguardarono: l'omicidio di Marcus Foster, il rapimento di Patty Hearst, l'assassinio di Myrna Opsahl.
Il 17 maggio 1974, mentre si trovava in una casa con altri cinque esponenti dell'ELS, venne braccato da una pattuglia del Los Angeles Police Department: poco prima di essere catturato o ucciso dagli agenti, DeFreeze si suicidò sparandosi alla testa.